# Принцесса (торт)
Торт «Принцесса» (швед. prinsesstårta) — традиционное шведское слоёное пирожное или торт, состоящий из чередующихся слоёв воздушного бисквита, кондитерского крема и толстого слоя взбитых сливок. Покрывается слоем марципана, придающего изделию гладкую округлую верхушку. Покрытие из марципана обычно зелёного цвета, присыпано сахарной пудрой и часто украшается розовой марципановой розой.

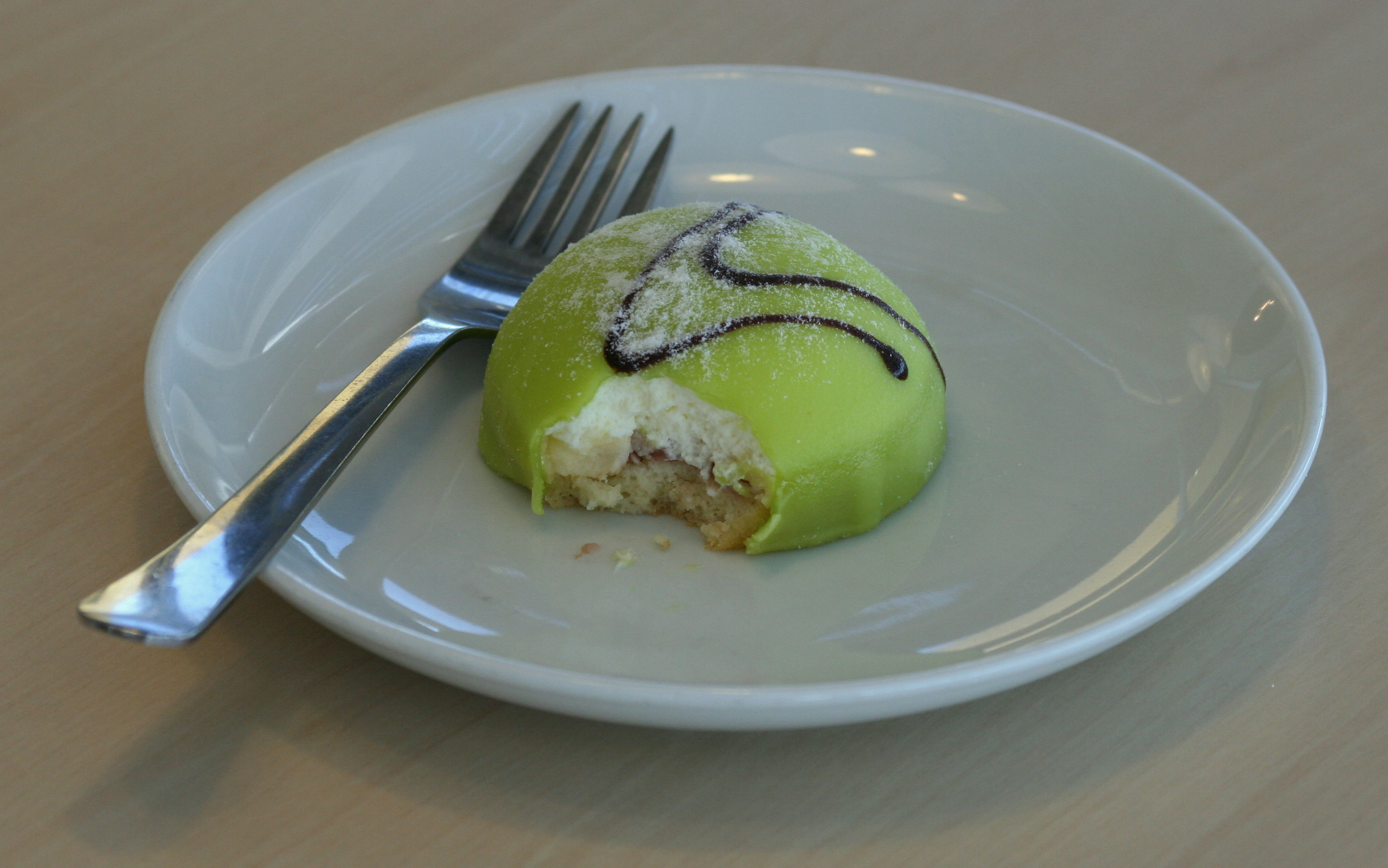
Маленький зелёный торт принцессы с кремовой начинкой

Оригинальный рецепт впервые появился в кулинарной книге Prinsessornas kokbok 1948 года, которую опубликовала Дженни Окерстрём (1867—1957), учительница трёх дочерей принца Карла, герцога Вестергётландского. Хотя в оригинальном рецепте не было фруктов, современные версии могут включать слои джема или свежих фруктов, обычно малины. Варианты с другими цветами марципана иногда называют prinstårta (торт принца) для жёлтого марципана и operatårta (оперный торт) для красного или розового марципана.
Первоначально торт назывался grön tårta (зелёный торт), но получил название prinsesstårta или «торт принцессы», потому что, как говорили, принцессы особенно любили этот торт. Принцессами были принцесса Маргарита (1899—1977, позже принцесса Дании), принцесса Марта (1901—1954, позже наследная принцесса Норвегии) и принцесса Астрид (1905—1935, позже королева бельгийцев).